# Војска Азербејџана
Азербејџанске оружане снаге (азер. Azərbaycan Silahlı Qüvvələri) су поново успостављене у складу са Законом Републике Азербејџан о Оружаним снагама од 9. октобра 1991. Азербејџанска Демократска Република (АДР-а) је првобитно формирала своје оружане снаге 26. јуна 1918. Међутим, ове снаге су распуштене када је Азербејџан припојен Совјетском Савезу. Пошто је Совјетски Савез распуштен 1991-92 оружане снаге су биле реформисане, и поново основане.
Оружане снаге имају три гране: Копнена војска, Ваздухопловство и ваздухопловна одбрамбрана и морнарица. Повезане снаге су азербејџански Националне гарде, унутрашње снаге Азербејџана, и Државну граничну службу, која може бити укључени у државну одбрану када је то потребно.
Азербејџан има своје одбрамбену индустрију, која производи малокалибарско оружје. У будућности, Азербејџан се нада да ће почети изградњу тенкова, оклопних возила, војних авиона и војних хеликоптера.

## Копнена војска
Азербејџанска Копнена војска броја 85.000 припадника, и 2.500 људи из Националне гарде. Национална Гарда је такође део копнене војске. Поред тога, ту су 300.000 бивших службеника који су имали војну службу у последњих петнаест година. У копнену војску се још убрајају и припадници Министарства унутрашњих послова, који броје 12 000 припадника, и припадници Државне граничне службе, која броји 5 000 припадника. Азербејџан је потписао бројне уговоре, да би ојачао своје оружане снаге, и тренирао своје војнике уз помоћ Турске. Азербејџан је такође имплементирао нови организациони стил, како би модернизовао своју војску. Током последњих 15 година, Азербејџан се припремио за могућу војну акцију против јерменских снага у Нагорно-Карабаху.

## Ваздухопловство
Азербејџанско ваздухопловство и ваздухопловна одбрана броји 8.000 припадника, 106 авиона и 35 хеликоптера. Азербејџан има четири главне ваздушне базе. 
Ваздухопловство користи МиГ-21, МиГ-23, Су-24, Су-25, МиГ-29 и Ил-76 (транспортних авиона).
Такође, Азербејџан је заинтересован за куповину модела JF-17 од Кине и Пакистана.
Азербејџанске хеликоптерске снаге су концентрисане у ваздушној бази Баку Кала. Састоје се од једног пука са око 14 - 15 хеликоптера типова Mi-24, 12-13 Mi-8 и 7 Mi-2.

### Противавионска одбрана
Азербејџан поседује ракетни и радарски системи намењени за одбрану ваздушног простора. 
Такође, у Азербејџану се налази Совјетски радара за рано упозоравање. Радарска станица има домет до 6.000 километара, и био је дизајниран да открије интерконтиненталне балистичке ракете лансиране од Индијског океана. 

### Обука и образовање
Азербејџански пилоти се прво школују у Азербејџанској ваздухопловној школи, а потом своје вештине показују у оперативним јединицама. Азербејџан је имао размена искустава са Турском, Украјина, САД, и једним бројем земаља чланица НАТО алијансе. Турска ваздухопловна школа има велику улогу у обуци азербејџанских војних пилота. Азербејџански пилоти се такође обучавају и у Украјинској школи.

## Морнарица
Морнарица Азербејџанске војске броји око 2 200 припадника. 
Морнарица САД помогла је оснивање Азербејџанске морнарице. Ту је и договор да се обезбеди подршка САД за обнављање Азербејџанских бродова у Каспијском мору. Године 2006, Влада САД донирала је 3 моторних чамаца азербејџанској морнарици. 
У 2007. години, споразум између Азербејџанске морнарице и америчке војне фирме је раскинут. У споразуму се наводило да ће Азербејџанска морнарица бити опремљена напредним ласерским системом. 

## Специјалне јединице
Азербејџанска морнарица одржава специјалне јединице. Једна од таквих јединица су Тигрови, који се обучавају за рат.